# Восстановление данных
Восстановление данных — процедура извлечения информации с запоминающего устройства в случае, когда она не может быть прочитана обычным способом.
Восстановление может осуществляться с любого компьютерного носителя, включая CD, DVD, жёсткие диски, флеш-память и т. д. Как правило, восстановлению подлежат данные, представляющие определённую ценность.

## Причины
Необходимость в восстановлении может возникнуть, когда носитель имеет аппаратные или программные повреждения, или же когда файлы данных были лишь отмечены как удалённые, но в действительности продолжают храниться до того момента, как будут перезаписаны.
Некоторые распространенные причины для необходимости восстановления данных представлены в таблице:
| Тип носителя     | Нарушение организации данных | Физические повреждения                                                                          |
| ---------------- | --- | ----------------------------------------------------------------------------------------------- |
| Дискета          | Вследствие аппаратно-программных ошибок при записи данных, случайное удаление | Размагничивание, царапины, загрязнение поверхности                                              |
| Оптический диск  | Вследствие аппаратно-программных ошибок при записи данных | Повреждение/разложение прозрачного, регистрируемого или отражающего слоя                        |
| Флеш-память NAND | Вследствие неправильного извлечения устройства, несанкционированное форматирование, случайное удаление                                                                                                   | Поломка платы, разрушение контактов, сгорание стабилизаторов питания, контроллеров              |
| Жёсткий диск     | Несанкционированное форматирование, случайное удаление, повреждение секторов, содержащих служебную информацию (служебная зона жёсткого диска), так и информацию о расположении файлов и папок (зона MFT) | Сбой в ПЗУ контроллера, поломка блока магнитных головок, дефекты поверхности магнитной пластины |

## Способы восстановления
В настоящее время существует два основных способа восстановления данных. Способ выбирается в зависимости от возникшей неисправности накопителя. Программно-аппаратный метод применяют в тех случаях, когда программный способ не даст результата.

### Программный способ
Программный способ — это восстановление данных без физического вмешательства в устройство накопителя, а также в функционирование микропрограммы и структуру модулей служебной информации. Данный способ применяется в случаях, когда сохранена работоспособность самого накопителя, но по той или иной причине доступ к данным, хранящимся на нём, утрачен. Причиной этого может стать форматирование логических дисков, неудачное изменение логической геометрии накопителя, удаление информации, частичное или полное разрушение файловой системы как информации о структуре размещения данных на накопителе. Зачастую в перечисленных случаях удаётся восстановить большую часть данных, однако встречаются случаи, когда восстановление утраченных данных невозможно (частным случаем можно считать перезапись данных). Для автоматизации процесса восстановления написано множество программ, в том числе бесплатных.

#### Восстановление структурыфайловой системы
В случае форматирования логического диска или раздела, структура и атрибуты данных не нарушаются, но изменяется либо инвентаризируется (приводится в начальное состояние) информация о расположении данных на данном накопителе.
При быстром форматировании обновляется малая часть файловой таблицы, часть служебных записей остаётся, необходимо лишь интерпретировать её и прочитать данные в нужном порядке.
Полное форматирование может обновить всю файловую таблицу, поэтому восстановление структуры файлов и папок не всегда возможно. Для восстановления данных без информации о структуре можно использовать восстановление файлов по сигнатурам.
Если произошло повреждение файловой системы в результате программного сбоя или неисправности носителя, программы для восстановления данных могут восстановить часть информации, зависящую от объёма повреждений.

#### Восстановление удалённых данных файловой системы
При удалении данных они в действительности  физически остаются на накопителе, однако в файловой системе более не отображаются, а место на носителе, где они располагаются, помечается как свободное и готовое к записи новой информации. В данном случае атрибуты файлов изменяются. В случае записи в данный раздел или логический диск может произойти частичное или полное замещение данных, помеченных как удалённые.
Такие файлы можно легко прочитать и восстановить со всеми атрибутами и информацией о расположении, прочитав служебные записи файловой системы. Существуют как программы только для восстановления удалённых данных, так и комплексные решения, где восстановление удалённых данных — лишь одна из функций.
Также существуют специальные программы — «шредеры», предназначенные для уничтожения данных. После правильного использования таких программ восстановление невозможно.

#### Восстановление по сигнатурам
В случае, когда реконструкция файловой системы невозможна в силу каких-либо причин, некоторые файлы все ещё можно восстановить, используя восстановление по сигнатурам. При таком типе восстановления происходит посекторное сканирование накопителя на предмет наличия известных сигнатур файлов.
Основной принцип работы алгоритмов сигнатурного поиска такой же, как у самых первых антивирусов. Как антивирус сканирует файл в поисках участков данных, совпадающих с известными фрагментами кода вирусов, так и алгоритмы сигнатурного поиска, использующиеся в программах для восстановления данных, считывают информацию с поверхности диска в надежде встретить знакомые участки данных. Заголовки многих типов файлов содержат характерные последовательности символов. К примеру, файлы в формате JPEG содержат последовательность символов «JFIF», архивы ZIP начинаются с символов «PK», а документы PDF — с «%PDF-».
Некоторые файлы (к примеру, текстовые и HTML-файлы) не обладают характерными сигнатурами, но могут быть определены по косвенным признакам, так как содержат только символы из таблицы ASCII.
| Файл | Начинается с сигнатуры |
| ---- | ---------------------- |
| avi  | 5249                   |
| bmp  | 424D                   |
| tif  | 4949                   |
| doc  | D0CF                   |
| docx | 504B                   |
| jpeg | FFD8                   |
| png  | 8950                   |

По результатам сканирования обычно выдаётся список файлов, отсортированных по типу. Информация о расположении файлов не восстанавливается.
Такой тип восстановления хорошо применять для восстановления фотографий с карт памяти, поскольку данные на карте однотипные и записываются, в общем случае, строго последовательно, без фрагментации.

#### Смешанное восстановление
Большинство программ позволяют применить одновременно несколько способов восстановления за одно сканирование. В результате выдаётся максимально возможный результат при использовании данной программы.
Восстановление из резервных копий
Самый надёжный, простой и дешёвый способ восстановления информации — восстановление информации из ранее сделанных резервных копий. Для создания резервных копий используется специализированное ПО, которое может выполнять и восстановление данных.

### Программно-аппаратный способ
Программно-аппаратный способ требуется при физическом повреждении накопителя. Здесь необходимо заострить внимание на типе накопителя: гибкий ли это магнитный диск (НГМД), жёсткий магнитный диск (НЖМД), флеш (накопитель NAND-Flash) или CD/DVD/BD. Рассмотрим основные типы носителей и их неисправности.

#### Накопитель на гибком магнитном диске(НГМД)
Основной неисправностью является так называемое «размагничивание».
Встречается чаще всего при прохождении магнитных детекторов в магазинах, метро, аэропортах. Восстановить данные удаётся только с неразмагниченных областей накопителя. Также встречаются неисправности, связанные с физическим повреждением носителя, такими как царапины и сильное загрязнение. Каждый случай необходимо рассматривать индивидуально и только после этого прогнозировать результат восстановления информации.

#### Накопители CD/DVD/BR
Оптические накопители могут иметь разные причины невозможности чтения данных:
1. Механические
  - повреждение прозрачного слоя
  - повреждение отражающего слоя
2. Химические
  - разложение прозрачного слоя
  - разложение регистрируемого слоя (у записываемых дисков)
  - коррозия отражающего слоя
3. Нарушение организации данных
  - вследствие аппаратно-программных ошибок при записи данных
  - вследствие неправильных данных

Самыми частыми причинами нечитаемости дисков являются повреждение отражающего и прозрачного слоя, а также разложение регистрируемого слоя у записываемых дисков.
В случае образования царапин на поверхности компакт-диска можно отполировать рабочую поверхность, что приведёт к удалению нежелательных повреждений и улучшит чтение данных, однако при образовании трещин использовать такой метод опасно, поскольку при последующем чтении диск может разрушиться в дисководе под действием центробежной силы. Больше всего осложняет восстановление данных повреждение фольгированного покрытия диска (старение металла, царапины).

#### NAND-Flash
К данному типу накопителей можно отнести USB Flash, SSD-диски, карты памяти SD, miniSD, microSD, xD, MS, M2, Compact Flash.
Самые распространённые технические неисправности :
- Логические неисправности

Накопитель не имеет видимых физических повреждений и опознается в системе. Проблема возникает при попытке доступа или записи/считывания данных.
Возникают такие неисправности в самых разных случаях. Одна из самых распространённых причин — неправильное извлечение устройства из компьютера.
В случае логических неисправностей восстановить данные можно с помощью программ для восстановления данных.
- Механические повреждения

Диск прекратил корректную работу в результате какого-либо физического воздействия (падения, попадания влаги, изгиба, сжатия и т. д.). Типичная причина неисправности — поломка платы или разрушение контактов и компонентов.
Восстановить данные можно, если исправить поломку: заменить неисправный компонент или восстановить нарушенный контакт. Также можно считать данные напрямую с чипа памяти, используя специальное оборудование.
- Электрические повреждения

Причина электрических повреждений заключается в статическом ударе либо в проблеме с питанием. В результате могут сгореть стабилизаторы питания, диоды, контроллеры.
Как и в предыдущем случае, восстановление данных производится путём замены компонентов, либо чтением с чипов памяти напрямую.

#### Накопитель на жёстком магнитном диске(НЖМД)
На сегодня эти накопители считаются самыми ёмкими и достаточно быстрыми, но очень уязвимыми для электрических и механических воздействий. При превышении напряжения питания или нестабильном напряжении может возникнуть тепловой пробой платы контроллера, а также пробой коммутатора-предусилителя внутри гермоблока. В первом случае выходит из строя плата контроллера жёсткого диска, и процедура восстановления данных заканчивается на её замене с переносом адаптивных параметров неисправного накопителя на новую плату. Однако встречаются случаи, когда в результате пробоя выходит из строя электроника гермоблока, в этом случае необходима замена БМГ (блока магнитных головок), что, по сути своей, является трудоёмкой и дорогостоящей процедурой.
При механических повреждениях, таких как падение, удар, деформация, вмешательство специалиста в гермоблок необходимо, так как для выяснения возможности восстановления данных необходимо проанализировать состояние магнитных дисков. При возникновении концентрических, радиальных царапин или ссадин на поверхности пластин, вероятность восстановления данных уменьшается, так как для успешного считывания данных необходима идеально гладкая и ровная поверхность магнитных дисков. Также встречаются неисправности, связанные с заклиниванием шпинделя бесколлекторного электродвигателя. В этом случае специалисты прибегают к трансплантации всего пакета магнитных дисков на исправный ШД (шпиндельный двигатель), после чего выполняется его калибровка и настройка БМГ.
Достаточно часто встречается неисправность, связанная с разрушением так называемой служебной информации накопителя. Некоторые части (далеко не все) служебной информации могут быть взяты от аналогичных накопителей и записаны в неисправный при помощи специального оборудования, которым, как правило, располагают сервисные центры, занимающиеся восстановлением данных на профессиональном уровне. Как показывает практика, попытки неквалифицированного вмешательства в структуру служебной информации накопителя, как ни прискорбно, влекут за собой окончательную и безвозвратную потерю данных.
В случае разрушения магнитного диска восстановление данных невозможно в принципе.

## Факты
- С одного из жёстких дисков на борту потерпевшего крушение шаттла «Колумбия», использовавшихся для фиксации информации о проводившихся в полёте научных экспериментах, и значительно повреждённого в результате катастрофы, впоследствии удалось восстановить 90 % информации, что сделало возможным окончание 20-летнего научного исследования. Восстановление информации заняло около пяти лет[11].